# Derek Pugh
Derek Pugh (* 8. února 1926 Tooting, Londýn – 2. května 2008 Wandsworth) byl britský atlet, který se věnoval hladké čtvrtce a štafetovým běhům, mistr Evropy z roku 1950 v Bruselu.

## Sportovní kariéra
Specializoval se na běh na 400 metrů. Na prvním poválečném mistrovství Evropy v roce 1946 skončil v této disciplíně třetí, zároveň byl členem stříbrné britské štafety na 4 × 400 metrů. Největších úspěchů dosáhl na evropském šampionátu v Bruselu o čtyři roky později. Časem 47,3 zvítězil v běhu na 400 metrů, druhou zlatou medaili vybojoval jako finišman britské štafety na 4 × 400 metrů.